# Betbeder-Inseln
Die Betbeder-Inseln (französisch Île Betbeder) sind eine Gruppe kleiner Inseln im südwestlichen Teil des Wilhelm-Archipels vor der Graham-Küste des Grahamlands auf der Antarktischen Halbinsel. Sie liegen 35 km westlich des Kap Tuxen.
Teilnehmer der Vierten Französischen Antarktisexpedition (1903–1905) unter der Leitung Jean-Baptiste Charcots entdeckten sie. Charcot benannte sie nach Vize-Admiral Onofre Betbeder (1860–1914), damaliger argentinischer Marineminister, der die Bereitstellung der Korvette Uruguay zur Rettung der Schwedischen Antarktisexpedition (1901–1903) unter Otto Nordenskjöld veranlasste und das Überholen von Charcots Schiff Français in Buenos Aires ermöglichte.